# Penacook

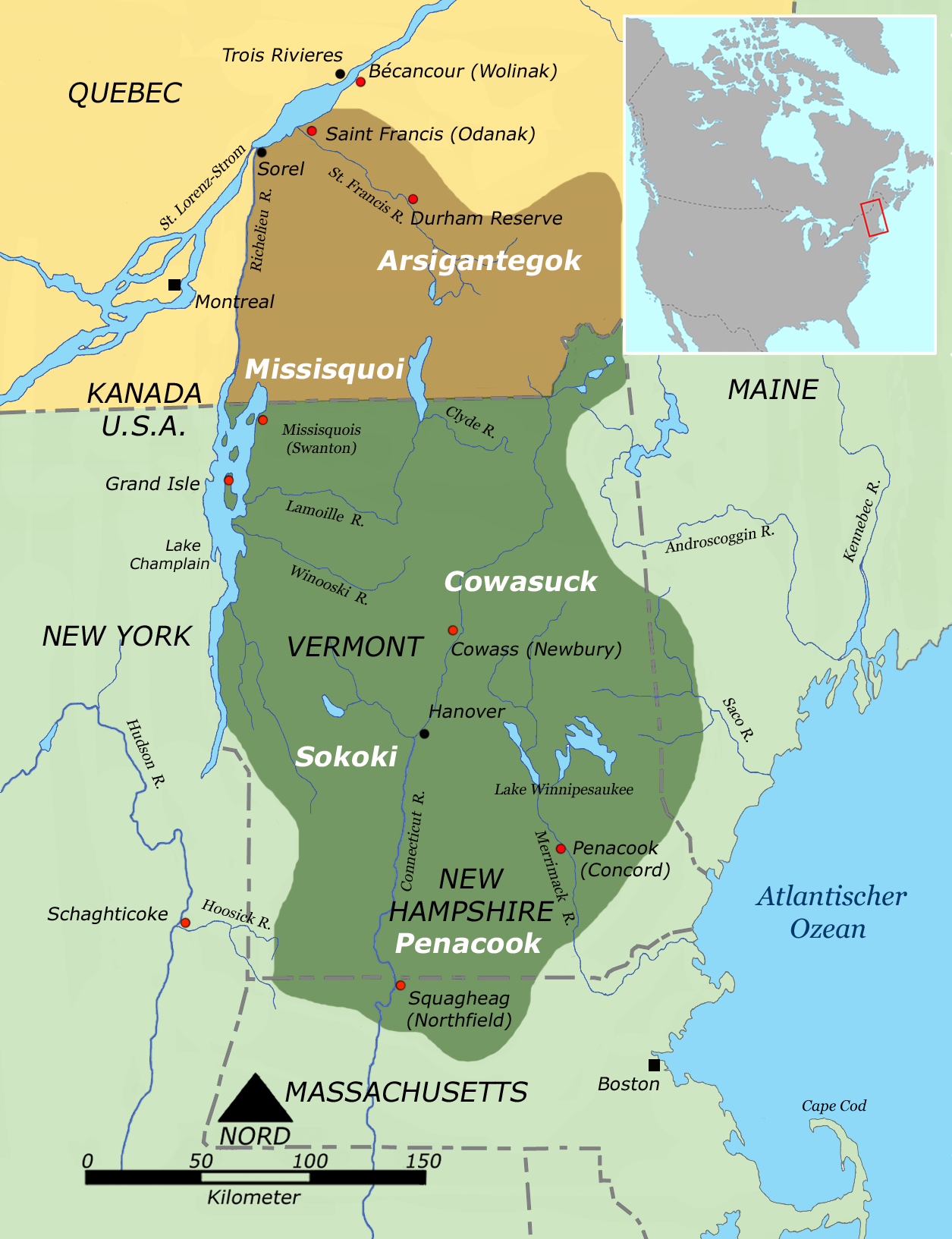
Ehemaliges Wohngebiet der Penacook

Die Penacook, auch Pennacook, waren eine Gruppe Algonkin sprechender Indianerstämme im nordöstlichen Nordamerika, die sprachlich und kulturell zu den Westlichen Abenaki gezählt werden. In der frühen Phase der europäischen Besiedlung bildeten die Penacook, zusammen mit mehreren benachbarten Stämmen, eine große loose, nach ihnen benannten Stammes-Konföderation, die sog. Penacook-Konföderation. Mit ihren schätzungsweise ca. 12.000 Stammesmitgliedern agierte die Konföderation durchaus auf Augenhöhe mit den verschiedenen sie umgebenden teils feindlichen Stammes-Konföderationen. Jedoch zählten sie nach mehreren Kriegen sowie verheerenden Epidemien 1620 nur noch ca. 2.500, flohen größtenteils zu den Westlichen Abenaki und schlossen sich im 18. Jahrhundert als Teil der Abenaki der sich neu formierten Wabanaki-Konföderation (oft fälschlich Abenaki-Konföderation) im Norden an.
Ihre Nachfahren sind heute in der Cowasuck Band of the Pennacook-Abenaki People organisiert und leben in den Bundesstaaten Vermont, New Hampshire und Massachusetts, USA.

## Name
Die Bezeichnung Penacook (oder Pennacook) stammt von dem Abenaki-Wort Penokok, das „Auf dem steilen Ufer“' bedeutet, dem Namen des Dorfes, an dessen Stelle heute Concord am Merrimack River in New Hampshire liegt. Die Bewohner hießen Penokoi, im Plural Penokoiak, was sinngemäß „Leute vom steilen Ufer“ bedeutet. Die Penacook erscheinen in französischen Quellen als Penneng, Oupeneng, Oppenago und in ähnlichen Schreibweisen.
Viele spätere Schriftsteller fassten die Stammesgruppe der Westlichen Abenaki unter dem Begriff Openango (verschiedene Schreibweisen) zusammen, der sich wahrscheinlich zuerst auf die Penacook bezog, die jedoch ab dem 18. Jhd. als Westliche Abenaki betrachtet wurden.
Ihre südlichen Nachbarn waren die Neuengland-Algonkin – die mächtigen Gruppen der Massachusett, die Mahican-Konföderation und Pocumtuc-Konföderation. Im Norden lebten die Abenaki und andere nördliche Stämme, die unter französischem Einfluss standen, die trotz der sprachlichen sowie kulturellen Verwandtschaft von den Penacook oft als Feinde betrachtet wurden.

## Mitglieder der Konföderation und ihre Wohngebiete
Die Stämme der Penacook-Konföderation lebten in ca. 30 Siedlungen im Tal des Merrimack River sowie dessen Nebenflüssen im südlichen und mittleren New Hampshire, im Süden von Maine sowie im Nordosten von Massachusetts – daher wurden alle Mitglieder oftmals auch als Merrimack bezeichnet. Die Stämme der Konföderation im unteren Merrimack River Valley wurden oft als Pawtucket (Pentucket), diejenigen am mittleren Merrimack River als Penacook (Pennacook) sowie die im Gebiet des heutigen Manchester, N.H., oftmals Amoskeag genannt. Die einzelnen Stämme der Konföderation wurden meist nach ihrem Hauptdorf oder nach dem Fluss, an dem sie siedelten, benannt.
- Accominta (deutsch: Küstenlinie, lebten in der Umgebung von York County im Südwesten von Maine)
- Agawam (Angoam, Aggawom, ihr gleichnamiges Hauptdorf lag nahe dem heutigen Ipswich am Ipswich River, MA, ihr Stammesgebiet Wonnesquamsauke (wonne – „angenehm“, asquam – „Wasser“ und auke – „Ort“)[2] erstreckte sich im Osten entlang der Nordküste von Massachusetts, von Cape Ann bis zum Merrimack River sowie landeinwärts bis North Andover, südlich des Merrimack River und Shawsheen River, und Middleton, entlang des Ipswich River, sowie im Südwesten bis zum Danvers River, der die Grenze zu den Naumkeag bildete)[3]
- Amoskeag (Amoskeay, abgel. von Namoskeag – „guter Platz zum Fischen“, ihr Hauptdorf Amoskeag, das heutige Manchester, lag bei den Wasserfällen von Amoskeag am mittleren Merrimack River im Süden von New Hampshire)
- Coosuc (am Connecticut River, zwischen Upper und Lower Ammonoosuc River)
- Muanbissek (Maunbisek, lebten entlang des Merrimack River in New Hampshire)
- Nashua (Nashaway oder Weshacumam, lebten am Oberlauf des Nashua Rivers bei Leominster und Lancaster, Massachusetts, manchmal als Nipmuck oder Massachusett betrachtet, ursprünglich Teil der Massachusett-Konföderation)
- Naumkeag (Naimkeak, Namaoskeag, Namaske, ihr Hauptdorf Naumkeag („Fisch-Grund“, von namaas – „Fisch“ und ki – „Ort“, „Grund“) lag nahe Salem an der Mündung des Naumkeag River bis zum Mystic River im Nordosten von Massachusetts, ursprünglich Teil der Massachusett-Konföderation)
- Newichawanoc (Newichawawock, lebten am oberen Piscataqua und Salmon Falls River in Maine und New Hampshire)
- Ossipee (lebten entlang der Ufer des Ossipee Lake sowie entlang des Ossipee River im Ossipee County im Osten von New Hampshire)
- Pennacook (Pentucket, Pawtucket, zwei Hauptdörfer: Pawtuckett, heute Lowell Falls, lag am unteren Merrimack nördlich der Einmündung des Concord River, sowie Penacook, heute Concord, am mittleren Merrimack, lebten beiderseits des Merrimack Rivers, nordwärts bis zur Einmündung des Contoocook River, südwärts bis zum Charles River bei Boston, Massachusetts)
- Piscataqua (Pascataway, Pinataqua, Piscataway, lebten am Piscataqua River bei Dover im Südosten von New Hampshire)
- Souhegan (Souheyan, lebten am Souhegan River bei Amherst, das früher Souhegan hieß)
- Sqamscot (Squam, Squamsauke, Wonnesquam, Msquamskek, lebten bei Exeter an der Mündung des Exeter River in den Squamscott River (von Msquam-s-kook oder Msquamskek – „Ort des Lachs“ oder „Ort des Großen Wassers“) im Südosten von New Hampshire)
- Wachuset (Wachusett, am oberen Nashua River beim Mount Wachusett bei Princeton im Norden von Massachusetts)
- Wamesit (auch Pawtucket, am Südufer des Merrimack Rivers, unterhalb der Einmündung des Concord Rivers)
- Weshacum (Hauptdorf: Waushacum, nahe dem heutigen Sterling nahe dem Mount Wachusett im Norden von Massachusetts, waren eventuell ursprünglich sprachlich sowie ethnisch Nipmuck)
- Winnecowet (Winnicunnet, im Rockingham County im südlichen New Hampshire)
- Winnepesaukee (Wioninebesek, Winninebesakik – „Region des Landes rund um den Seen“, lebten am Ufer des gleichnamigen Lake Winnipesaukee in New Hampshire)

## Lebensweise im sechzehnten Jahrhundert
Die Penacook lebten in erster Linie vom Ackerbau, von der Jagd und dem Fischfang. Sie bauten Mais, Bohnen und Kürbisse an und jagten in den umliegenden bewaldeten Gebieten. Dabei gab es einen Jahreszyklus, dessen Ablauf von Historikern rekonstruiert werden konnte. Allgemein üblich war im Frühling das Anzapfen von Ahornbäumen zur Herstellung von Sirup und Zucker. Dazu machte man einen schrägen Schnitt in die Rinde und steckte einen Holunderbeerenzweig, aus dem das Mark herausgebohrt worden war, in das untere Ende des Schnittes. Der herauslaufende Saft wurde in Behältern aus Birkenrinde gesammelt und zu Sirup gekocht. Dazu benutzten die Penacook Rindeneimer oder Tontöpfe.
Danach wurden große Mengen an Fisch aus den Flüssen mit Reusen, Fallen, Angeln und Netze gefangen. Die Penacook sammelten Frühlingspflanzen, zum Beispiel die Knollen der Erdbirnen oder wilde Kartoffeln. Sie jagten wilde Tauben (engl. Passenger pigeons), die in riesigen Vogelzügen durch das Land nach Norden wanderten. So unglaublich das klingt, aber diese Wandertauben sind seit 1914 ausgestorben.
Feld- und Gartenarbeit wurde überwiegend von Frauen geleistet, die im Mai die Felder mit Mais, Bohnen und Kürbissen bestellten, während Männer nur den Tabak in kleinen separaten Gärten pflanzten. Im Sommer wurde Unkraut in den Maisfeldern gejätet, wilde Beeren gesammelt, von denen man Blaubeeren besonders schätzte. Im Winter bildeten sich größere Jagdgruppen und erlegten Elch, Hirsch, Karibu und Bär mittels Speeren und Pfeil und Bogen, während Biber, Bisamratten, Otter und andere pelztragende Tiere in Fallen gefangen wurden. Die Winter waren schneereich und hart. Die Jagd erforderte große Beweglichkeit, die man mit Schneeschuhen und Schlitten erreichte.

## Geschichte

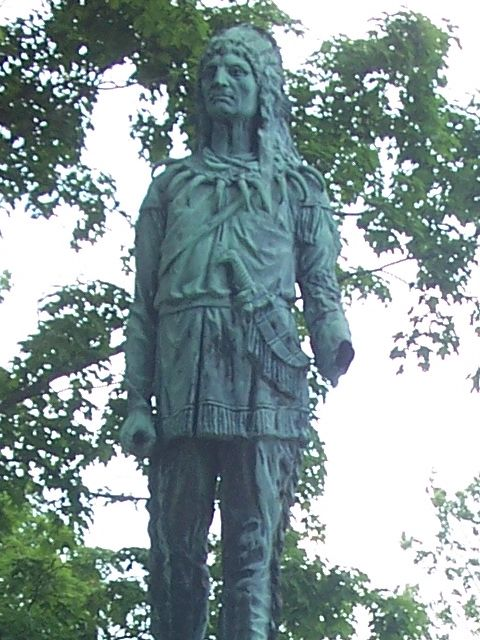
Statue des Passaconnaway auf dem Edson-Friedhof in Lowell

Die Penacook-Konföderation wurde gebildet, um der mächtigen Mi'kmaq-Konföderation im Norden und den Mohawk, den Hütern des östlichen Tores der Irokesen-Liga, im Westen gewachsen zu sein. Die südlichen Stämme gehörten zu den ersten, die Kontakt mit den europäischen Einwanderern hatten. Zahlreiche Stammesmitglieder wurden Opfer der eingeschleppten Krankheiten, wie Masern, Pocken und Cholera, gegen die sie keine Abwehrkräfte hatten.
Ein berühmter Sachem der Penacook war der charismatische Passaconaway (ca. 1580–1666), der sowohl von den Indianern als auch von den Weißen verehrt wurde. Er lebte in der Nähe des heutigen Merrimack in New Hampshire. Sein Sohn und Nachfolger Wannalancet führte die Pennacook am Ende des King Philip’s Wars nach Kanada.
In diesem Krieg (1675–1676) blieb größte Teil der Penacook zunächst neutral, doch die Allianz zwischen Engländern und Irokesen trieb sie an die Seite der Franzosen. Vor Beginn des Krieges waren die Penacook nicht nur beunruhigt über die englische Unterstützung der Irokesen, sondern in steigendem Maße auch über den Landraub der britischen Kolonisten. Eine große Anzahl von Puritanern wanderte in den 1660er Jahren ein und es kam zu einer verstärkten Expansion weißer Siedlungen in das Land der Ureinwohner. Die gefragtesten Gebiete waren natürlich die fruchtbaren Ufer der Flüsse. Eingeschlossen zwischen den Mohawk im Westen und den wachsenden Siedlungen der Briten im Osten vereinigten sich die Indianer im Süden Neuenglands unter der Führung von Häuptling Metacomet, oder „King Philip“, und starteten 1675 einen General-Angriff auf die jungen Kolonien. Obwohl viele Stämme mit Metacom sympathisierten, waren die Arosaguntacook, einige Sokoki und Pennacook die einzigen Abenaki, die sich zunächst am Aufstand direkt beteiligten. Die Mehrheit der Abenaki blieb neutral, doch vermutlich haben sie Feuerwaffen und Munition an King Philips Krieger geliefert, während andere ihnen Nahrung gaben und vor den Feinden versteckten.
Die Kolonisten hatten schwere Verluste zu beklagen und in ihrer Verzweiflung rächten sie sich in blindem Zorn an allen Indianern, ob sie nun neutral waren oder nicht. Nur zwei Penacook-Stämme hatten sich King Philip angeschlossen, die Nashua und die Wachuset, während sich die übrigen unter Sachem Wannalancet aus den Kämpfen heraushielten. Die Engländer jedoch waren davon überzeugt, dass die Penacook die Aufständischen unterstützten, und eine Strafexpedition unter Captain Samuel Mosely griff sie 1676 an. 200 Nashua wurden getötet und die Überlebenden verkaufte man als Sklaven; die entkommenen Penacook flüchteten entweder nach Kanada oder kämpften danach unter King Philip. Später im selben Jahr wurden sogar die weiter nördlich lebenden Penobscot und Kennebec in den Krieg hineingezogen. Am Ende siegten die Kolonisten, aber sogar in eigenen Berichten gaben sie ihre Grausamkeiten zu. Tausende von Ureinwohnern wurden getötet oder starben den Hungertod. Nach 1676 gab es nur noch etwa 4.000 Indianer im südlichen Neuengland. Bei der „Großen Vertreibung“ wurden die Überlebenden zum Verlassen ihrer Heimat gezwungen, doch manche mussten nicht weit fortgehen. Einige akzeptierten das vom Gouverneur von New York, Edmund Andros, angebotene Asyl und siedelten bei Schaghticook am Hudson River unter den Mahican. Andere fanden Zuflucht bei den Lenni Lenape in New Jersey und Pennsylvania, doch der größte Teil der Penacook floh gemeinsam mit ihrem Sachem nach Kanada.
In Kanada siedelten sie zunächst in der Nähe von Québec. Später kamen einige Stammesangehörige aus Schaghticoke dazu und 1685 bekamen sie eine Landzuweisung bei Cate de Lauzun. Von dort gingen sie um 1700 nach Saint Francis, wo sie auf weitere geflüchtete Abenaki aus Neuengland trafen. Die Saint-Francis-Indianer galten bald als die erbittertsten Feinde der englischen Kolonisten und das blieb so bis zum Ende der französischen Herrschaft in Nordamerika.

## Aktuelle Situation
Noch heute findet man einige Nachkommen der Penacook im Odanak-Reservat (engl. Odanak Indian Reserve), dem früheren Saint Francis. Andere leben heute, in kleine Gruppen verteilt, überwiegend in den Bundesstaaten New Hampshire und Vermont. Doch weder New Hampshire und Vermont, noch die Vereinigten Staaten haben jemals Landansprüche oder den Stammes-Status der dort lebenden Abenaki anerkannt. Die Penacook und Cowasuck, heute organisiert in der Cowasuck Band of the „Pennacook-Abenaki People“, meldeten zahlreiche Besitzansprüche für Teile ihres alten Wohngebietes an, doch alle wurden bisher abgelehnt.